# Джордже Радулович
Джордже Радулович (чорн. Đorđe Radulović/Ђорђе Радуловић; нар. 31 серпня 1984, Тітоград) — чорногорський дипломат, політолог, міністр закордонних справ в уряді Здравка Кривокапича з 4 грудня 2020 до 28 квітня 2022 року.

## Життєпис
Народився 1984 року в тодішній столиці Соціалістичної Республіки Чорногорії Тітограді (нині столиця незалежної Чорногорії Подгориця). У рідному місті закінчив середню школу та здобув диплом на факультеті політичних наук Університету Чорногорії. З 2010 до 2011 року працював у редакції порталу MONDO в ділянці надання технічної підтримки, пов'язаної з Інтернетом і віртуальними точками доступу.
З 2011 року працював у Міністерстві закордонних справ, спочатку на посаді аташе в Головному управлінні двосторонніх справ, де виконував завдання з кола обов'язків Управління у справах сусідніх країн, а також в Управлінні з питань Європи та СНД. З вересня 2013 року на запрошення держсекретаря з політичних справ посла Владимира Радуловича вступив на посаду в його кабінеті, паралельно зберігши портфель у Головному управлінні двосторонніх питань.
З 2013 до 2016 року був секретарем Кабінету держсекретаря з політичних справ, а з 2017 по 2020 рік працював тимчасовим повіреним у справах, а потім заступником посла Чорногорії в Румунії.
Був також начальником управління європейської політики сусідства в Міністерстві закордонних справ, а з 2020 року — начальником управління Європейського Союзу в цьому ж міністерстві.
З 2012 до 2014 року був асистентом університету Доня Гориця, де його прийняли на роботу за рекомендацією посла Чорногорії в Росії Зорана Йоцовича, який на той час був викладачем того ж факультету.
Володіє англійською та російською мовами, користується також німецькою.